# Выводовский сельский совет
Выводовский сельский совет (укр. Виводівська сільська рада) — входит в состав
Томаковского района
Днепропетровской области
Украины.
Административный центр сельского совета находится в 
с. Выводово.

## Населённые пункты совета
- с. Выводово
- с. Глухое
- с. Долинское
- с. Жмерино
- с. Новый Мир
- с. Новопавловка
- с. Стрюковка

## Ликвидированные населённые пункты совета
- с. Украинское